# Tor Hogne Aarøy
Tor Hogne Aarøy (* 20. März 1977 in Ålesund) ist ein norwegischer ehemaliger Fußballspieler. Er war mit 2,04 m einer der größten aktiven Feldspieler im Profifußball.

## Karriere
Tor Hogne Aarøy begann seine Profikarriere im Jahr 1995 beim Verein Spjelkavik IL, bis er 1997 zu Frigg Oslo FK wechselte, wo er bis 1999 seine Zeit verbrachte. Von 1999 bis 2000 spielte er bei Rosenborg Trondheim, dort bestritt er sein erstes Spiel in der Tippeligaen bei der 3:5-Niederlage gegen Odd Grenland. Ab 2001 spielte er für Aalesunds FK, bevor er 2011 zu JEF United Chiba wechselte. Dort wurde er anfangs vermehrt eingesetzt, schaffte es aber nach der Amtsübernahme durch den Ex-Profispieler Takashi Kiyama kaum zu Einsätzen, saß zumeist ohne Einsatz auf der Ersatzbank oder war mitunter gar nicht im Kader. Dies nahm er schließlich auch Anfang Oktober 2012 zum Anlass, seine Zusammenarbeit mit JEF United Chiba zum Ende der noch laufenden Saison zu beenden. 2013 kehrte er zum Aalesunds FK zurück. Im Januar 2015 beendete er dort seine aktive Laufbahn.